# Dialetto basso-alemanno

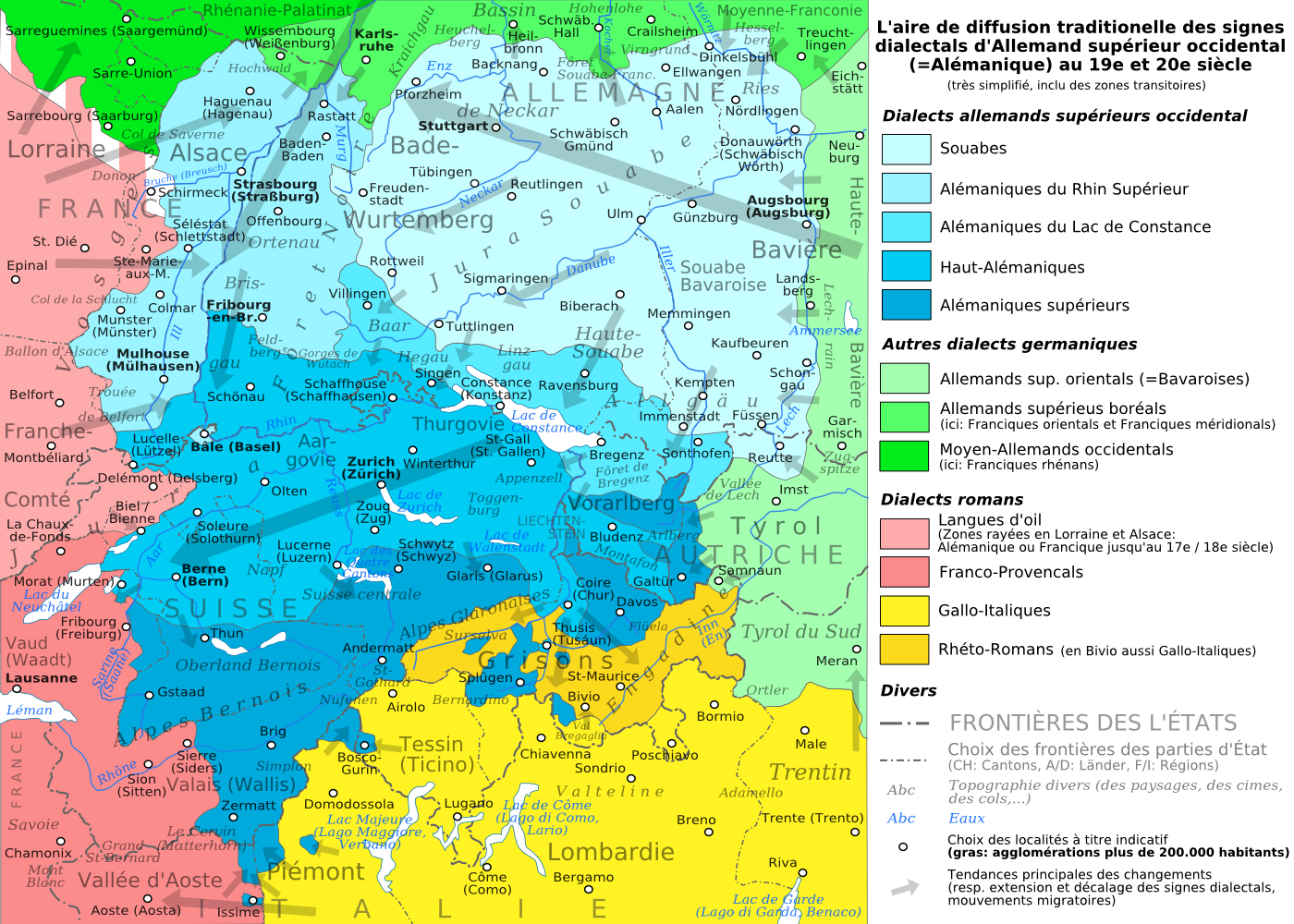
Diffusione dell'alemanno.

Il basso alemanno (Niederalemannisch) è una branca del gruppo delle lingue tedesche alemanne e appartiene alla famiglia della Lingua tedesca, sebbene sia solo parzialmente intelligibile ai locutori del tedesco standard.
Ne esistono cinque varianti:
- Allgäuerisch (Süden) in Baviera
- Baseldeutsch in Svizzera
- Elsässisch in Francia
- Südbadisch nel Baden-Württemberg e
- Wälderisch (Vorarlbergisch) in Austria.